# Divisiones Regionales de la Región de Murcia 1995-96
Las divisiones regionales de fútbol son las categorías de competición futbolística de más bajo nivel en España, en las que participan deportistas amateur, no profesionales. En la Región de Murcia su administración corre a cargo de las Real Federación de Fútbol de la Región de Murcia. Inmediatamente por encima de estas categorías estaba la Tercera División española.
En la temporada 1995-1996 las divisiones regionales se dividen en Preferente y Primera. Los tres primeros clasificados de Preferente asciendieron directamente al grupo XIII de Tercera División, aunque hubo dos ascensos más de forma administrativa.

## Regional Preferente

### Clasificación
|  |     | Equipos de fútbol  | PJ | G  | E  | P  | GF | GC  | Dif | Pts |
|  | --- | ------------------ | -- | -- | -- | -- | -- | --- | --- | --- |
|  | 1.  | CD Bullense        | 36 | 29 | 4  | 3  | 75 | 16  | +59 | 91  |
|  | 2.  | Cartagonova FC     | 36 | 23 | 10 | 3  | 83 | 20  | +63 | 79  |
|  | 3.  | CD Alquerías       | 36 | 20 | 8  | 8  | 68 | 38  | +30 | 68  |
|  | 4.  | Blanca CF          | 36 | 19 | 9  | 8  | 48 | 28  | +20 | 66  |
|  | 5.  | Sangonera Atlético | 36 | 19 | 6  | 11 | 60 | 32  | +28 | 63  |
|  | 6.  | Efesé Unión        | 36 | 17 | 9  | 10 | 74 | 48  | +26 | 60  |
|  | 7.  | Sangonera CF       | 36 | 15 | 7  | 14 | 52 | 50  | +2  | 52  |
|  | 8.  | Deportiva Minera   | 36 | 15 | 7  | 14 | 48 | 53  | -5  | 52  |
|  | 9.  | Real Murcia CF B   | 36 | 13 | 11 | 12 | 63 | 50  | +13 | 50  |
|  | 10. | La Hoya CF         | 36 | 13 | 9  | 14 | 56 | 52  | +4  | 48  |
|  | 11. | Atlético Alhameño  | 36 | 11 | 12 | 13 | 63 | 60  | +3  | 45  |
|  | 12. | CD Bala Azul       | 36 | 11 | 11 | 14 | 43 | 54  | -11 | 44  |
|  | 13. | Algezares CF       | 36 | 10 | 9  | 17 | 38 | 57  | -19 | 39  |
|  | 14. | EF Águilas         | 36 | 11 | 6  | 19 | 39 | 63  | -24 | 39  |
|  | 15. | Yecla Promesas     | 36 | 11 | 6  | 19 | 34 | 67  | -33 | 39  |
|  | 16. | Balsapintada CF    | 36 | 10 | 8  | 18 | 39 | 57  | -18 | 38  |
|  | 17. | AD Ceutí Atlético  | 36 | 11 | 2  | 23 | 48 | 80  | -32 | 35  |
|  | 18. | CD Lumbreras       | 36 | 8  | 7  | 21 | 40 | 63  | -23 | 31  |
|  | 19. | AD Pliego          | 36 | 3  | 5  | 28 | 27 | 110 | -83 | 14  |
|  | 20. | AD San Miguel      | 0  | 0  | 0  | 0  | 0  | 0   | 0   | 0   |

Pts = Puntos; PJ = Partidos Jugados; G = Partidos Ganados; E = Partidos Empatados; P = Partidos Perdidos; GF = Goles Anotados; GC = Goles Recibidos
|  | Asciende a Tercera División |

## Primera Regional

### Clasificación
|  |     | Equipos de fútbol    | PJ | G  | E | P  | GF | GC | Dif | Pts |
|  | --- | -------------------- | -- | -- | - | -- | -- | -- | --- | --- |
|  | 1.  | Mazarrón CF          | 23 | 19 | 1 | 3  | 63 | 19 | +44 | 58  |
|  | 2.  | La Tercia            | 23 | 14 | 4 | 5  | 58 | 24 | +34 | 46  |
|  | 3.  | UD Cañada de Gallego | 23 | 13 | 5 | 5  | 47 | 23 | +24 | 44  |
|  | 4.  | UD Paretón           | 23 | 13 | 4 | 6  | 52 | 32 | +20 | 43  |
|  | 5.  | AD Los Alcázares     | 23 | 13 | 4 | 6  | 56 | 30 | +26 | 43  |
|  | 6.  | Base Abarán          | 23 | 13 | 4 | 6  | 70 | 28 | +42 | 43  |
|  | 7.  | AD Archena Atlético  | 23 | 9  | 4 | 10 | 42 | 43 | -1  | 31  |
|  | 8.  | Moratalla CF         | 23 | 9  | 3 | 11 | 47 | 44 | +3  | 30  |
|  | 9.  | Cotillas "B"         | 23 | 8  | 4 | 11 | 40 | 51 | -11 | 28  |
|  | 10. | Ramonete             | 23 | 7  | 5 | 11 | 40 | 40 | 0   | 26  |
|  | 11. | CD Bala Azul "B"     | 23 | 4  | 1 | 18 | 35 | 93 | -58 | 13  |
|  | 12. | Yéchar               | 23 | 0  | 1 | 22 | 15 | 88 | -73 | 1   |
|  | 13. | Balsicas Atlético    | 12 | 2  | 0 | 10 | 9  | 89 | -80 | 0   |

Pts = Puntos; PJ = Partidos Jugados; G = Partidos Ganados; E = Partidos Empatados; P = Partidos Perdidos; GF = Goles Anotados; GC = Goles Recibidos
|  | Asciende a Regional Preferente                               |
|  | Retirado de la competición durante el transcurso de la misma |